# Eugene C. Sullivan
Eugene C. Sullivan  (* 23. Januar 1872; † 12. Mai 1962) war ein US-amerikanischer Chemiker. Er entwickelte bei den Corning-Glaswerken das Pyrex-Glas.
Sullivan studierte Chemie an der University of Michigan mit dem Bachelor-Abschluss und anschließend in Göttingen und Leipzig, wo er bei Wilhelm Ostwald promoviert wurde. Er lehrte an der University of Michigan und war beim US Geological Survey, bevor er ab 1908 bei den Corning Glaswerken war, deren Forschungslabor er 1908 gründete. Er war dort der erste Forschungsdirektor.
Mit seinem Chemikerkollegen William C. Taylor entwickelte er Borsilikatglas zur Verwendung bei Eisenbahnlaternen, dessen bessere Haltbarkeit eine große Ursache von Unfällen beseitigte. Das von beiden entwickelte hitzebeständige Pyrex-Glas (Markteinführung 1915) – ebenfalls eine Form von Borsilikatglas – wurde für Backformen verwendet und führte zu ganz neuen Anwendungsgebieten für die Glasindustrie.
Der 1960 gegründete Forschungspark von Corning Glass in Erwin nahe Corning wurde ihm zu Ehren Sullivan Park genannt.
Er wurde in die National Inventors Hall of Fame aufgenommen.